# Parantica rotundata
Parantica rotundata är en fjärilsart som beskrevs av Grose-smith 1890. Parantica rotundata ingår i släktet Parantica och familjen praktfjärilar. IUCN kategoriserar arten globalt som livskraftig. Inga underarter finns listade i Catalogue of Life.